# Indonesische Badmintonmeisterschaft 1995
Die Indonesische Badmintonmeisterschaft 1995 fand vom 27. bis zum 30. Dezember 1995 im Pancasila Hall in Surabaya statt.

## Finalresultate
| Disziplin    | Sieger                             | Finalist                      | Ergebnis          |
| ------------ | ---------------------------------- | ----------------------------- | ----------------- |
| Herreneinzel | Nunung Subandoro                   | Salim                         | 11–15, 15–4, 15–5 |
| Dameneinzel  | Yuni Kartika                       | Lidya Djaelawijaya            | 11–6, 11–8        |
| Herrendoppel | Sigit Budiarto Dicky Purwotjugiono | Ade Sutrisna Candra Wijaya    | 15–7, 15–12       |
| Damendoppel  | Indarti Issolina Deyana Lomban     | Angeline de Pauw S. Herawati  | 15–12, 15–3       |
| Mixed        | Sandiarto Rosalia Anastasia        | Flandy Limpele Rosalina Riseu | 15–9, 1–15, 17–16 |